# Uldaco
Uldaco (em grego: Ουλδάχ; romaniz.: Ouldách) foi um oficial militar bizantino de origem huna do século VI, ativo durante o reinado do imperador Justiniano (r. 527–565). Segundo Agátias, em 554, em plena Guerra Gótica, comandou os efetivos hunos estacionados próximo de Pisauro e auxiliou o general Artabanes a derrotar a guarda avançada do alamano Leutário I, que desde o ano anterior estava atacando e pilhando a Itália com seu irmão Butilino.